# Šahin Geraj
Šahin Geraj (krimsko tararsko  شاهين كراى‎, Şahin Geray, turško  Şahin Giray) je bil zadnji kan Krimskega kanata, * 1745, Odrin, Osmansko cesarstvo, † 1787, Rodos, Osmansko cesarstvo. 
Šolal se je v Grčiji in Benetkah. Razen krimske tatarščine je govoril tudi osmansko turško, italijansko in grško. Pri dvajsetih letih  ga je stric in krimski kan Kirim Geraj poklical domov in ga imenoval za guvernerja Nogajeve horde. 
Leta 1770 je Rusko carstvo izborilo veliko zmago proti Osmanskemu cesarstvu in poskušalo doseči zavezništvo kanata proti Turkom.  Kan Selim Geraj je njihov predlog zavrnil, čemur je sledil hiter napada Rusije na kanat. Kan je v Sankt Peterburg poslal svojo delegacijo z nalogo, da sklene mir. Na pogajanjih se je carica Katarina II. srečala s Šahinom Gerajem in o njem zapisala:
»Krimski princ je najbolj uglajen Tatar, ki sem ga kdaj srečala. Je zelo nadarjen, ima bronasto polt in lep videz in piše poezijo. Vse želi videti in se naučiti.«
Šahin je leta 1776 nasledil svojega strica in postal krimski kan. Med svojo kratko vladavino je začel program za obnovo in posodobitev Krimskega kanata. Reforme so bile osredotočene na gospodarsko in vladno infrastrukturo, vendar so vključevale tudi odpiranje tovarn in prenos kapitala iz Bahčisaraja v pomembno trgovsko središče Kafa.
Pod velikim pritiskom Rusije in soočen z neizbežnim porazom je pristal na rusko ponudbo, da se Krimski kanat vključi v Rusko carstvo. Po priključitvi je bil prisiljen na selitev v  Sankt Peterburg, kjer je živel v hišnem zaporu, zato je zaprosil za dovoljenje, da se preseli v Odrin (Edirne), kjer je preživel večino svoje mladosti. Leta 1787 sta se Rusija in Osmansko cesarstvo sporazumela za njegovo selitev v Odrin. Šahin je pričakoval, da bo selitev pomenila njegovo upokojitev, osmanska oblast  pa je v njem videla morebitnega izzivalca za osmanski prestol. Šahina so aretirali in ga zaprli najprej v Istanbulu in nato na Rodosu, kjer so ga leto kasneje usmrtili.  
Njegovi potomci so živeli v Bursi, Istanbulu in drugih turških mestih.

## Vir
- Leonid Bahrevskiy. Last Crimean Khan, angleški prevod iz turščine.

| Šahin Geraj Dinastija GerajRojen: 1745 Umrl: 1787 |                                |                            |
| Vladarski nazivi                                  |                                |                            |
| Predhodnik: Devlet IV.                            | Kan Krimskega kanata 1777–1782 | Naslednik: Bahadir II.     |
| Predhodnik: Bahadir II.                           | Kan Krimskega kanata 1782–1783 | Naslednik: ukinitev kanata |

1. 1 2  NUKAT — 2002.